# Beaver River (tillflöde till Lake Simcoe)
Beaver River är ett vattendrag i Kanada.   Det ligger i provinsen Ontario, i den sydöstra delen av landet, 300 km väster om huvudstaden Ottawa.
Omgivningarna runt Beaver River är en mosaik av jordbruksmark och naturlig växtlighet. Runt Beaver River är det ganska glesbefolkat, med 34 invånare per kvadratkilometer.